# Портрет Джиневры д’Эсте
«Портрет принцессы» (фр. Portrait d'une jeune princesse, 1435—1440) — картина кисти итальянского живописца раннего кватроченто Пизанелло. Известна также как «Портрет принцессы из дома Эсте» и приписывается Пизанелло во многом потому, что он находился в Ферраре в то время и создал портрет и памятную медаль, изображавшие маркиза Леонелло д'Эсте.

## Сюжет
Принцесса изображена в профиль, на фоне бабочек и цветов водосбора. Считается, что это портрет Джиневры д’Эсте, хотя вначале полагали, что на картине запечатлена Маргарита Гонзаго, жена Леонелло д’Эсте. Этот портрет рассматривался как часть композиции, второй половиной которой являлся портрет Леонелло. Противники этой версии утверждают, что обычно картины, изображавшие супружеские пары, имели одинаковые размеры и фон. Помимо этого, цветы на картине не принадлежат к символам Гонзаго, на ней присутствует лишь ваза — символ д’Эсте.
Джиневра д’Эсте вышла замуж за правителя Римини Сиджизмондо Пандольфо Малатеста и была убита им, когда он узнал о её бесплодности. Наличие на картине цветов водосбора (символ брака, но также символ смерти) привело к гипотезе, что Пизанелло написал портрет Джиневры после её смерти, в 1440-х годах.
Тщательная прорисовка деталей фона и красочность атмосферы полотна — типичные элементы стиля поздней (интернациональной) готики, выдающимся представителем которого в северной Италии являлся Пизанелло.

## Символика
- Бабочка — символ духа.
- Цветы водосбора — символ брака, плодовитости и женской смерти.
- Гвоздики — символ брака, плодовитости.
- Ваза  (на рукаве платья Джиневры) — символ дома Эсте; если бы это был свадебный портрет, то на нём были бы изображены символы домов жениха и невесты.
- Ветка можжевельника — (итал. ginepro) восходит к имени Джиневра (итал. Ginevra) и, поскольку является символом женской смерти, относится к умершей Джиневре.